# Ervy-le-Châtel
Ervy-le-Châtel je naselje in občina v severnem francoskem departmaju Aube regije Šampanja-Ardeni. Leta 1999 je naselje imelo 1.214 prebivalcev.

## Geografija
Naselje leži v pokrajini Šampanji ob reki Armance 36 km južno od središča departmaja Troyesa.

## Uprava
Ervy-le-Châtel je sedež istoimenskega kantona, v katerega so poleg njegove vključene še občine Auxon, Chamoy, Chessy-les-Prés, Coursan-en-Othe, Courtaoult, Les Croûtes, Davrey, Eaux-Puiseaux, Marolles-sous-Lignières, Montfey, Montigny-les-Monts, Racines, Saint-Phal, Villeneuve-au-Chemin in Vosnon s 5.424 prebivalci.
Kanton je sestavni del okrožja Troyes.

## Zanimivosti
- srednjeveška vrata sv. Nikolaja,
- cerkev Saint-Pierre-ès-Liens iz 15. do 16. stoletja,
- arboretum Saint-Antoine,
- le Château d'Ervy.